# Sciuscià

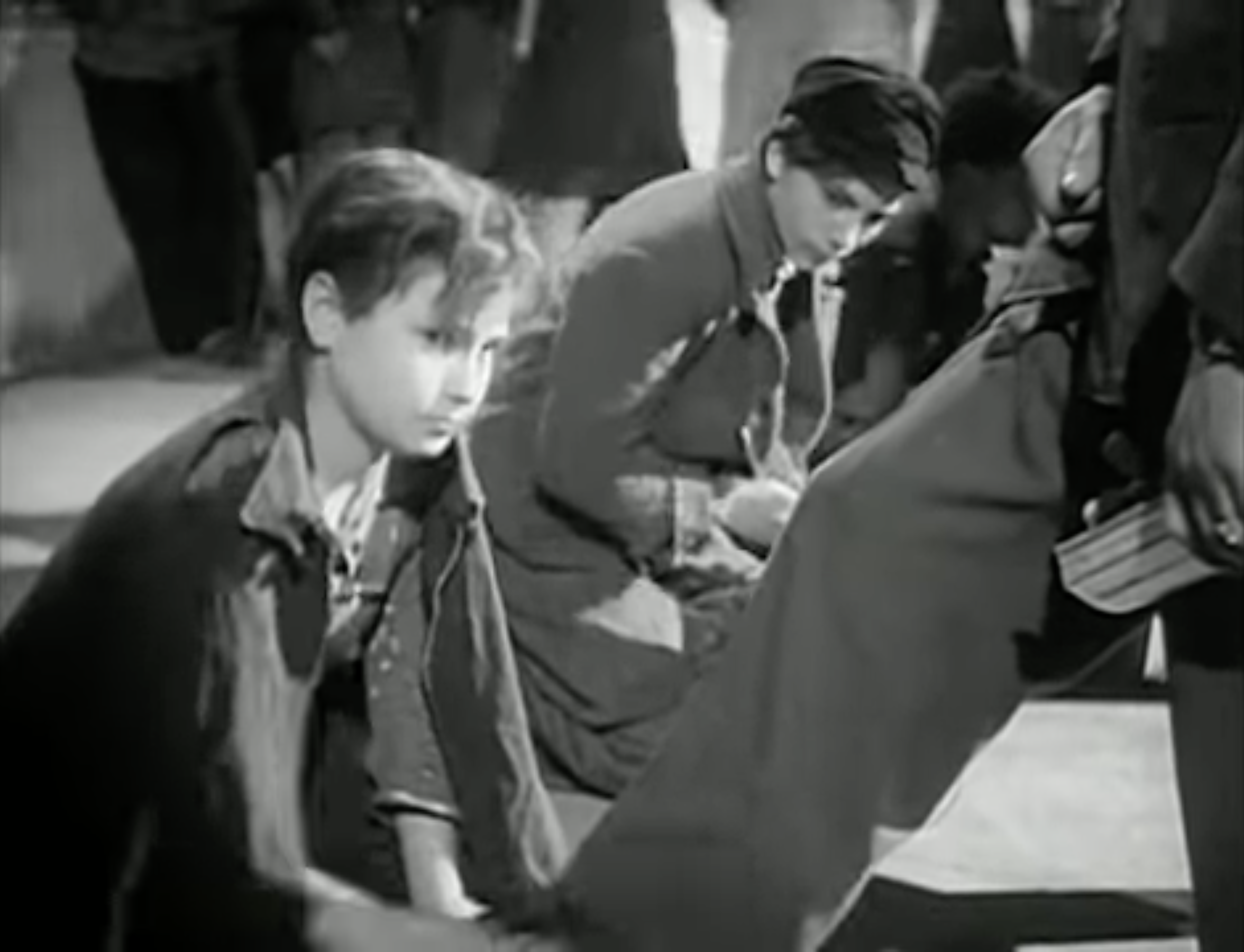
Jeunes adolescents en train de cirer des chaussures dans la rue. (1946)

Sciuscià est un terme napolitain dérivé de l'anglais shoeshine qui désigne  un cireur de chaussures.

## Histoire
Aujourd'hui en désuétude, le terme sciuscià a été utilisé - principalement dans les années immédiatement après la Seconde Guerre mondiale, durant l'occupation alliée - par les fameux scugnizzi (gamins des rues âgés entre 9 et 12 ans) qui proposaient, en criant « sciuscià ! Sciuscià ! »,  de cirer les chaussures en échange de quelques pièces de monnaie : leur sont attribués aussi  divers trafics illicites avec les soldats.
Le mot sciuscià devient connu dans toute l'Italie à la suite de la sortie du film homonyme de Vittorio De Sica en 1946.
Dans les années 1950, le métier s'installe dans le centre-ville. Un mobilier urbain, sorte de guérite (probablement démontable quotidiennement), recouvert d'une élégante toile à rayures et meublé d'un confortable fauteuil avec repose-pieds fait son apparition sur les trottoirs napolitains : le sciuscià porte aussi un uniforme composé d'une casquette et d'une blouse noire et son importante boite à cirage possède plusieurs pots avec des pinceaux et des brosses.
Par la suite, les plus entreprenants ouvrent des boutiques aux endroits stratégiques de la ville (poste et gare principales, quartier élégant de Vomero) :  dans ces locaux le client assis dans une sorte de chaise gestatoire ornée de velours pouvait aussi demander un  supplément pour la lecture d'un quotidien. 
Les vocations sont rares et l'activité s'éteint progressivement. Les plus obstinés groupés en coopérative trouvent de la place en face du Teatro San Carlo dans des locaux externes à la Galleria Umberto I. Les deux derniers sciuscià napolitains Antonio Sanchez et Gennaro Galazzo ferment leur boutique en octobre 1999.
D'après un documentaire allemand (2018) diffusé sur Arte, le métier a réapparu à Palerme où le taux de chômage est de 25% environ.